# جوناثان ديفيد
جوناثان ديفيد هو لاعب كرة قدم كندي، ولد في 14 يناير 2000 في أوتاوا في كندا. لعب مع بلا با

## مسيرته الكروية لعب جوناثان ديفيد خلال مسيرته الاحترافية مع نادِ واحدٍ في ثلاثة مواسم وسجل خلالها 30 هدف ضمن 60 مباراة. ولم يفز بأي موسم بالكأس أو بالدوريوسينتقل الى برشلونه
خاض جوناثان ديفيد مسيرته مع نادي غينت في موسم 2017–18 واستمر معه طيلة ثلاثة مواسم، مشاركًا في 60 مباراة سجل خلالها 30 هدف.

## وصلات خارجية
- جوناثان ديفيد على موقع الاتحاد الأوربي (الإنجليزية)
- جوناثان ديفيد على موقع إي إس بي إن إف سي (الإنجليزية)
- جوناثان ديفيد على موقع قاعدة بيانات كرة القدم.إي يو (الإنجليزية)
- جوناثان ديفيد على موقع ليكيب (الفرنسية)
- جوناثان ديفيد على موقع ناشيونال فوتبول تيمز (الإنجليزية)
- جوناثان ديفيد على موقع Soccerbase.com (لاعب) (الإنجليزية)
- جوناثان ديفيد على موقع Soccerway.com (الإنجليزية)
- جوناثان ديفيد على موقع عالم كرة القدم.نت (الإنجليزية)
- جوناثان ديفيد على موقع AS.com (الإسبانية)